# アシュナン
アシュナン（Ashnan、あるいはエジヌ(Ezina)）は、メソポタミア神話における穀物の女神。牧畜の神ラハルとともにエンリルの子である。神々はアヌンナキに食物を提供するために彼らを創造した。しかし、天上の神々がアシュナンとラハルの食物を食べることができないことが発覚した時、神々に奉仕する人類を創造した。
アシュナンとラハルの神話は、二人がどちらが優れているかで争論をし、エンキとエンリルが介入してアシュナン（農耕）はラハル（家畜）より優れていると結論づけるところで終わる。